# WikiLeaks
WikiLeaks (von hawaiisch wiki „schnell“ und englisch leaks „Lecks“, „Löcher“, „undichte Stellen“) ist eine 2006 gegründete Enthüllungsplattform, auf der Dokumente anonym veröffentlicht werden (Whistleblowing), die durch Geheimhaltung als Verschlusssache, Vertraulichkeit, Zensur oder auf sonstige Weise in ihrer Zugänglichkeit beschränkt sind. WikiLeaks setzt dabei ein grundsätzliches öffentliches Interesse an den Informationen voraus. Das System, welches das Hochladen von Dateien ermöglicht, wird über das Anonymisierungsnetzwerk Tor realisiert.

## Hintergrund
Der Kerngedanke von WikiLeaks ist die Idee des freien Zugangs zu Informationen, die öffentliche Angelegenheiten betreffen. Es führt damit frühere Projekte zur Förderung der Informationsfreiheit wie zum Beispiel Cryptome oder CL-Netz weiter. Das Projekt gibt an, denen zur Seite stehen zu wollen, „die unethisches Verhalten in ihren eigenen Regierungen und Unternehmen enthüllen wollen“. Dazu wurde nach eigenen Angaben ein System „für die massenweise und nicht auf den Absender zurückzuführende Veröffentlichung von geheimen Informationen und Analysen“ geschaffen.
Der Name geht darauf zurück, dass zeitweise die Kommentierung von veröffentlichten Inhalten in einem Wiki bearbeitet werden konnte, was jedoch heute nicht mehr der Fall ist. Trotz ähnlichem Wortstamm und Schriftzug im Logo besteht keine Verbindung zwischen WikiLeaks und der Wikipedia oder der Wikimedia Foundation. Wiki steht jeweils unabhängig für ein Wiki-Prinzip.

### Geschichte
Gegründet wurde WikiLeaks 2006 nach den Angaben der Website von Julian Assange. Es existiert auch die Darstellung, dass WikiLeaks von chinesischen Dissidenten, Journalisten, Mathematikern und Technikern von Start-up-Unternehmen aus den USA, Taiwan, Europa, Australien und Südafrika gegründet wurde. Später wurden Zweifel an dieser Darstellung laut; WikiLeaks sei „im Kern ein Projekt von digitalen Politaktivisten aus westlichen Demokratien“ gewesen. Die Gründer sind laut der WikiLeaks-Website anonym. Julian Assange war Initiator und die treibende Kraft in einer Gruppe von fünf Personen und diversen Unterstützern beim Beginn des Projekts und der Registrierung der Domains wikileaks.org, wikileaks.cn und wikileaks.info am 4. Oktober 2006. Von Assange ist sowohl bekannt, dass er sich „nicht als einen Gründer“ bezeichnen wolle, als auch, dass ihm die Betonung genau dieses Begriffes wichtig war.
Im Herbst 2009 hatte WikiLeaks sich zu einer zentralen Sammelstelle mit 1,2 Millionen Dokumenten von Regimekritikern und anonymen Quellen entwickelt. Unter anderem die Regierungen der Volksrepublik China sowie von Israel, Nordkorea, Russland, Simbabwe, Thailand und der Türkei sperrten den Zugang zu WikiLeaks zumindest zeitweise.
Auf dem 26. Chaos Communication Congress in Berlin stellten Ende 2009 WikiLeaks-Aktivisten, darunter Julian Assange, den Plan vor, in Island einen sogenannten „Datenhafen“ zu errichten. Der Inselstaat ist wegen seiner modernen Mediengesetzgebung, an der die Mitarbeiter von WikiLeaks beratend mitwirkten, ein für WikiLeaks attraktives Land.
Im Dezember 2009 fand sich auf wikileaks.org statt der üblichen Seite nur noch ein Spendenaufruf und ein Video des WikiLeaks-Beitrags auf dem 26. Chaos Communication Congress. Auf der Seite wurde aufgrund mangelnden Budgets eine Inaktivität bis mindestens zum 18. Januar 2010 angegeben. Julian Assange, Sprecher von WikiLeaks, stimmte in einem Interview dem Vergleich mit einem Streik zu, um daran zu erinnern, dass die Arbeit von WikiLeaks einen Wert habe und auf Spenden angewiesen sei. Ab März 2010 war die Seite mit im Vergleich zu früher stark reduzierten Inhalten und ohne Wiki-Funktionalität wieder offen, der volle Funktionsumfang stand ab Mai 2010 wieder zur Verfügung.
Im November 2010 gründete WikiLeaks in Reykjavík eine Gesellschaft mit dem Namen Sunshine Press Productions. Als Verantwortliche traten neben Julian Assange auch Kristinn Hrafnsson, Ingi Ragnar Ingason und der Direktor des Londoner Centre for Investigative Journalism, Gavin MacFadyen auf. Laut Hrafnsson war aber noch nicht sicher, ob die Gesellschaft nur zur Entgegennahme von Spenden oder auch als Operationsbasis für den Informationsdienst dienen solle. Damit wurde die erste juristische Präsenz von WikiLeaks in einem Land geschaffen.
Seit September 2010 besteht keine Möglichkeit mehr, WikiLeaks auf einem gesicherten Weg Daten zukommen zu lassen. Neue Dokumente können daher nicht angenommen werden. Kristinn Hrafnsson führte dies im März 2011 auf die Mitnahme von Software und Daten bei einer Abspaltung von WikiLeaks im September zurück und äußerte gegenüber dem Magazin Focus, die Dauer dieses Zustandes sei „nicht absehbar“. Am 28. November 2011, dem ersten Jahrestag der Cablegate-Veröffentlichungen kündigte Julian Assange ein neues System zur sicheren Einreichung von Dokumenten an, das ohne das „kompromittierte“ SSL-Protokoll auskommen solle und noch getestet werde. An anderer Stelle gab er jedoch zu, es habe sich um ein Ablenkungsmanöver vor der Veröffentlichung der Spy Files gehandelt.
Im Oktober 2011 gab WikiLeaks bekannt, die Veröffentlichung von geheimen Dokumenten vorübergehend auszusetzen, um sich auf das Einwerben von Spenden zu konzentrieren. Die monatlichen Spenden seien von ca. 72.300 Euro auf 5000 Euro gefallen. Pro Jahr würden etwa 500.000 Euro benötigt, um den Betrieb aufrechtzuerhalten. Mehreren US-amerikanischen Zahlungsabwicklern wie VISA oder Mastercard wirft die Internetplattform vor, seit Monaten Spendengelder zu blockieren. Bereits Anfang Dezember folgte dann jedoch der Beginn der Spy Files-Veröffentlichung.

### Technik
Das Projekt verwendet für Veröffentlichung und Verteilung der Informationen verschiedene Software wie OpenSSL, I2P, Freenet, Tor und PGP. Die hierbei angewandten Verschlüsselungsmechanismen sollen die Anonymität und Unauffindbarkeit der Quellen sichern.

### Mitarbeiter

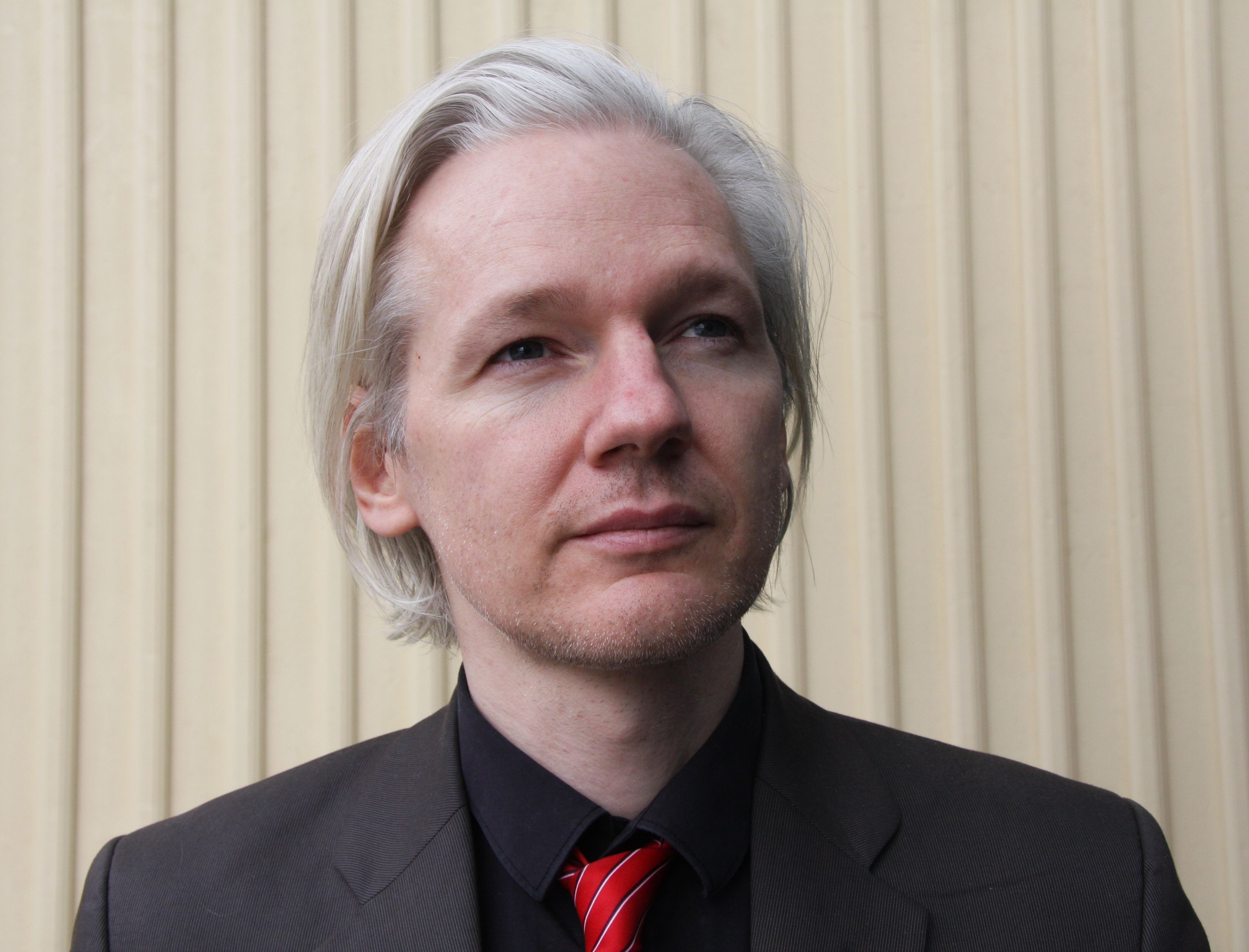
Julian Assange, Gründer und bekanntester Mitarbeiter der Whistleblower-Plattform (März 2010)

WikiLeaks gab 2008 an, über einen Beirat (Advisory Board) zu verfügen; die genannten Personen dementierten jedoch später teilweise ihre Mitarbeit. Im Januar 2010 arbeiteten für WikiLeaks nach Angaben von Julian Assange fünf feste Mitarbeiter – bisher unentgeltlich – und etwa 1000 Gelegenheitsbeiträger.
Von den Betreibern ist vor allem der australische Programmierer und Autor Julian Assange namentlich bekannt, der als treibende Kraft hinter dem Projekt gilt, des Weiteren der Deutsche Daniel Domscheit-Berg, der zunächst öffentlich nur unter dem Pseudonym Daniel Schmitt bekannt war und sich im September 2010 aufgrund interner Streitigkeiten mit Assange aus dem Projekt zurückzog und die eigene Plattform OpenLeaks gründete, die allerdings nie eine öffentlich wahrnehmbare Arbeit aufnahm. Kurz darauf taten es ihm fünf weitere führende Mitglieder gleich, darunter der Isländer Herbert Snorrason. Weiterhin tritt der ebenfalls aus Island stammende Kristinn Hrafnsson öffentlich als Mitarbeiter von WikiLeaks auf.
Daniel Domscheit-Berg kritisierte 2011 in seinem Buch Inside WikiLeaks die Mitarbeit des als Holocaustleugner geltenden Israel Schamir und indirekt die dessen Sohnes Johannes Wahlström bei WikiLeaks. „Als Antisemit ist mir Julian allerdings noch nie aufgefallen, höchstens als Israel-kritisch, was sich aber einzig auf die politische Führung des Landes bezog. Ich habe keine Ahnung, warum er heute [2011] einen offenkundigen Antisemiten in seinem Umfeld duldet.“
Auch die ehemalige isländische Parlamentsabgeordnete Birgitta Jónsdóttir sowie die Hacker Rop Gonggrijp und Jacob Appelbaum arbeiteten zeitweise bei WikiLeaks mit. Der Filmemacher und Kameramann Ingi Ragnar Ingason reiste mit Hrafnsson zu Recherchen für den Film Collateral Murder nach Bagdad und beteiligt sich an den geschäftlichen Aktivitäten in Reykjavík.
Der Journalist James Ball wechselte 2011 von WikiLeaks zur britischen Zeitung The Guardian. Er war nicht damit einverstanden, eine Verschwiegenheitserklärung zu unterzeichnen, die für den Fall der Weitergabe geleakter oder auch interner Informationen eine Konventionalstrafe von zwölf Millionen britischen Pfund vorsah. Julian Assange hatte diese Erklärung im Januar 2011 zehn Mitarbeitern zur Unterschrift vorgelegt.
Im Juni 2011 wurden mit Sarah Harrison und Joseph Farrell zwei weitere Mitarbeiter von WikiLeaks namentlich bekannt. Sie waren früher beim von Gavin MacFadyen geleiteten Centre for Investigative Journalism in London tätig. Sarah Harrison half im Juni 2013 dem NSA-Whistleblower Edward Snowden, von Hongkong nach Russland zu reisen.
Zu Beginn des Jahres 2021 entschied ein Londoner Gericht, dass der Wiki-Leaks-Gründer Assange nicht an die USA ausgeliefert werden darf. Das Urteil stützte sich auf die Suizidgefahr des mittlerweile 49-jährigen. Im Dezember 2021 hob das Berufungsgericht das Auslieferungsverbot wieder auf, sodass Assange erneut die Überstellung in die USA drohte.
Übersicht: Personen im Kontext zu WikiLeaks
|  | - Jacob Appelbaum - Julian Assange - James Ball - Anke Domscheit-Berg - Daniel Domscheit-Berg - Suelette Dreyfus - Rudolf Elmer - Daniel Ellsberg | - Joseph Farrell - Rop Gonggrijp - Sarah Harrison - Kristinn Hrafnsson - Ingi Ragnar Ingason - Birgitta Jónsdóttir - Adrian Lamo († 2018) - David Leigh | - Gavin MacFadyen († 2016) - Chelsea Manning - Theodor Reppe - Israel Schamir - Vaughan Smith - Herbert Snorrason - Sigurdur Thordarson - Johannes Wahlström - Chico Whitaker |

#### US-Präsidentschaftswahlen 2016

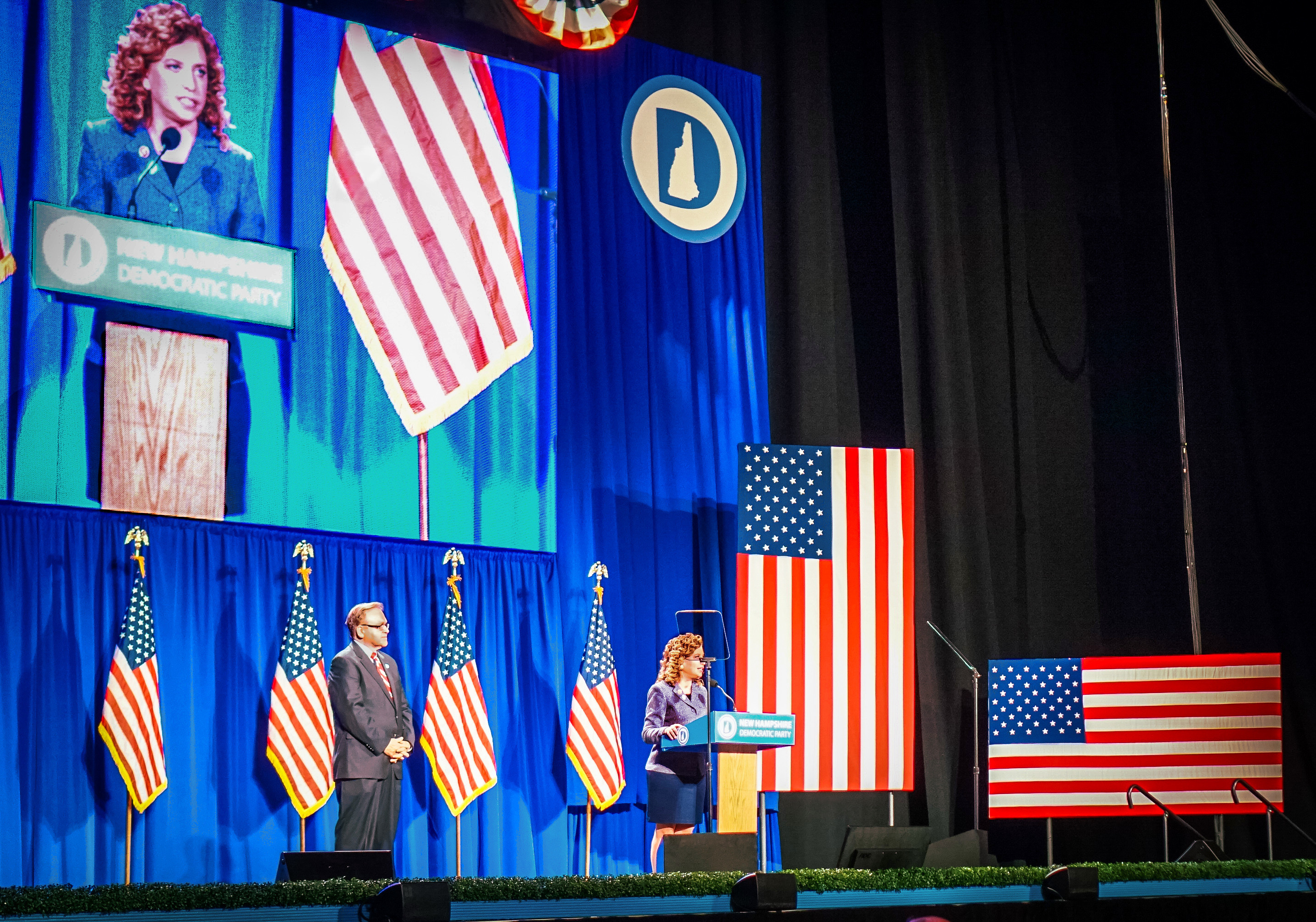
Debbie Wasserman Schultz musste aus dem Vorsitz des Nominierungsparteitags des Präsidentschaftskandidaten Ende Juli 2016 ausscheiden, nachdem WikiLeaks E-Mails des DNC veröffentlichte, die belegten, dass die Parteiführung Hillary Clinton im Vorwahlverfahren gegenüber Bernie Sanders bevorzugte.

### Finanzierung
Da die Mitarbeiter von WikiLeaks unentgeltlich und von zu Hause aus arbeiten, sind die größten Kostenfaktoren die Serverkosten, Registrierungsgebühren und Bürokratiekosten. Im Jahr 2010 allerdings wurden erstmals Gehälter an sieben Personen ausgezahlt. Man orientierte sich dabei an den von Greenpeace gezahlten Gehältern von monatlich 5.500 Euro. Gerichtsgebühren machen aufgrund der Verwicklung in zahlreiche Prozesse ebenfalls einen Teil der Kosten von WikiLeaks aus. Die jährlichen Gesamtkosten belaufen sich nach eigenen Angaben auf rund 600.000 US-Dollar, die aus Spenden von Privatpersonen gedeckt werden. Spenden von Unternehmen oder Regierungen nimmt WikiLeaks nicht an. Der Zahlungsverkehr für Spenden an WikiLeaks wird vom isländisch-schweizerischen Unternehmen DataCell abgewickelt. Anwaltshonorare fallen bislang nicht an, da die Anwaltszeit gespendet wird, unter anderem von Unterstützern wie der Los Angeles Times, Associated Press und der National Newspaper Association. Kosten aus verlorenen Verfahren gibt es nach Angaben von Julian Assange bisher keine: „Strafzahlungen oder Schadenersatz noch nicht, wir haben bis jetzt alle Verfahren gewonnen.“
Chelsea Manning, die für die Lieferung von Informationen an die Organisation zu einer Freiheitsstrafe von 35 Jahren verurteilt wurde, wurde von WikiLeaks durch die teilweise Finanzierung ihrer Anwaltskosten auch materiell unterstützt. Die als gemeinnützig anerkannte deutsche Wau Holland Stiftung förderte das Projekt im Jahr 2010 mit 402.000 Euro aus den bei ihr eingegangenen Spendengeldern in einer Höhe von 1,332 Millionen Euro. Im Jahr 2011 gingen dort nur noch Spenden in Höhe von 139.401 Euro ein; 660.522 Euro wurden an WikiLeaks ausgeschüttet.

### Erreichbarkeit und Vervielfältigung
Die Website von WikiLeaks wurde eine Zeit lang in Schweden beim Unternehmen PeRiQuito AB (PRQ) gehostet, später wurde auf Server in Frankreich sowie auf etliche „Mirrors“ (Spiegelserver) gewechselt.
Als Reaktion auf die Versuche, den Webserver zu blockieren, baten die Organisatoren von WikiLeaks andere Netzwerkaktivisten öffentlich darum, die Webpräsenz massenhaft zu kopieren und auf eigenen Servern zur Verfügung zu stellen. Hierzu wurde der Prozess der Vervielfältigung der Webseite automatisiert. Der Aufruf stieß auf sehr große Resonanz.
Eine erste Liste dieser Spiegelserver, die z. T. nur einen weiteren Namenseintrag darstellen, teilweise jedoch auch vollständige Kopien der Website sind, wurde am 5. Dezember 2010 auf dem Etherpad-Server der deutschen Piratenpartei veröffentlicht. Das Spiegeln der Webseite wurde auch von den Piratenparteien anderer Länder unterstützt. Am Abend des 5. Dezember 2010 waren auf 76 Servern unabhängige Kopien der Webseite installiert worden. Eine Webseite verfolgte am 6. Dezember mit ihrem Automated Wikileaks mirror tracker über 800 Webserver, die an Spiegelungen von WikiLeaks beteiligt waren. Allerdings waren nicht alle aktuell oder erreichbar. Am 10. Dezember war die Zahl von 1600 Spiegelservern überschritten. Laut Auskunft auf den Webseiten von WikiLeaks waren am 7. Dezember 2010 mehr als 1000 und am 14. Dezember über 2100 Spiegelserver in Betrieb.
Zusätzlich erklärten beispielsweise in Deutschland namhafte Webhosting-Anbieter ihre Unterstützung. Auch die französische Tageszeitung Libération, die norwegische Zeitung Dagsavisen und die NGO Reporter ohne Grenzen richteten Spiegelserver ein. Zum leichteren Auffinden der Spiegelserver werden auch Banner verbreitet, die automatisch auf aktuell funktionierende Adressen verlinken und somit die Funktion des Internet Domain Name Service provisorisch dezentralisieren.

## Enthüllungen
Das erste Material mit Öffentlichkeitswirkung veröffentlichte WikiLeaks 2007. Thema war Korruption in Milliardenhöhe in der Familie des ehemaligen kenianischen Präsidenten Daniel arap Moi. Es wurde am 31. August 2007 im Guardian veröffentlicht. 2008 drehten sich die Veröffentlichungen um interne Dokumente der Julius Baer Bank & Trust Company, Inhalte der Scientology-Kirche, die Mitgliederliste der British National Party und Internetsperrlisten verschiedener Länder. Im selben Jahr gab es auch erste Rechtsstreitigkeiten mit dem Religious Technology Centre, einer Unterorganisation der Scientology-Kirche.
2009 publizierte WikiLeaks ein internes Dokument der Kaupthing-Bank, den Minton-Report über toxische Abfälle in der Elfenbeinküste, einen Entwurf des geheimen Abkommens zwischen der Europäischen Union und den USA zur Auswertung und Weitergabe europäischer Bankdaten an die USA, Nachrichten von Funkmeldeempfängern (Pagern) am Tag der Terroranschläge am 11. September 2001, E-Mails von Wissenschaftlern der Climatic Research Unit der University of East Anglia, Auszüge aus den geheimen Toll-Collect-Verträgen und einen Feldjäger-Report zu einer umstrittenen Bombardierung zweier Tanklaster in Afghanistan.
2010 veröffentlichte WikiLeaks ein Dokument über mögliche PR-Strategien der US-amerikanischen Geheimdienste in Deutschland und Frankreich und Planungsdokumente zur Loveparade 2010. Ebenfalls in diesem Jahr wurde eine neue Linie in der Veröffentlichungspraxis eingeschlagen. So wurde mit dem Video zu den Luftangriffen in Bagdad vom 12. Juli 2007 erstmals Material veröffentlicht, das mit Sicht auf den Endkonsumenten journalistisch aufbereitet war und mit Collateral Murder einen griffigen Titel erhielt. Außerdem wurde mit der Publikation des Afghan War Diarys und der Iraq War Logs intensiv mit verschiedenen Medienunternehmen zusammengearbeitet. Beide Publikationen waren jeweils die größte Veröffentlichung von Dokumenten des Militärs der USA.
Für internationales Aufsehen sorgte ab dem 28. November 2010 die Veröffentlichung von rund einer Viertelmillion diplomatischer US-Berichte über zahlreiche Regierungen und deren Mitglieder in aller Welt. Sie wurde als Cablegate bekannt. Bis zum 20. August 2011 waren in verschiedenen Tranchen 19.791 Dokumente veröffentlicht.
In den folgenden Tagen wurde das Tempo der Freigabe massiv erhöht und zehntausende weitere Dokumente innerhalb kurzer Zeit der Öffentlichkeit zugänglich gemacht. Am 27. August belief sich die Zahl der einsehbaren Depeschen auf 143.014. Etwa zeitgleich wurde durch einen Pressebericht bekannt, dass eine als cables.csv bezeichnete verschlüsselte Datei von 1,73 Gigabyte Umfang ebenso wie der dazugehörige Schlüssel im Internet verfügbar sei. Das Passwort war in einem Buch von David Leigh veröffentlicht worden – er dachte, es sei nicht mehr gültig. Die Datei enthielt die vollständige, unredigierte Sammlung der Botschaftsdepeschen. Nach der Datenpanne gab WikiLeaks selbst die komplette Sammlung der Depeschen frei.
Ab Ostern 2011 veröffentlichte WikiLeaks innerhalb von vier Wochen unter dem Titel Gitmo files 765 Dateien zu dem umstrittenen Gefangenenlager auf der Guantanamo Bay Naval Base, in dem zu diesem Zeitpunkt noch 172 Gefangene einsaßen. Die als „geheim“ eingestuften Militärdokumente stammen aus der Zeit von 2002 bis 2007 und beziehen sich auf jeweils einen Gefangenen. Die US-amerikanische Regierung bestätigte die Echtheit der Dokumente und bedauerte deren Offenlegung.
Anfang Dezember 2011 begann WikiLeaks unter der Bezeichnung The Spy Files mit der Veröffentlichung von zunächst 287 Dateien aus dem Bereich von Unternehmen der Sicherheits- und Überwachungstechnik und kündigte die Fortsetzung in das Jahr 2012 hinein an. WikiLeaks hatte mit der ARD, L’Espresso und der Washington Post zusammengearbeitet. Die zunächst zusammengestellten Dokumente waren überwiegend bereits zugänglich, ihre Zusammenfassung an einem Ort und die Möglichkeit, sie mit Hilfe einer interaktiven Karte zu durchsuchen, wurden aber als umfassend und nützlich bewertet. WikiLeaks sei mit dem Anprangern einer Branche, die Überwachungstechnologie an Staaten mit zweifelhafter Menschenrechtssituation und diktatorischen Regimes liefere, auf dem Weg zu einer „Kampagnenplattform“.
Ende Februar 2012 begann WikiLeaks unter dem Titel The Global Intelligence Files in Kooperation mit 25 Medienpartnern mit der Veröffentlichung von internen E-Mails des US-amerikanischen Unternehmens Stratfor, das seinen Kunden Analysen zur Geopolitik anbietet. WikiLeaks behauptete, im Besitz von fünf Millionen E-Mails aus dem Zeitraum zwischen Juli 2004 und Dezember 2011 zu sein und veröffentlichte am ersten Tag 214 davon. Die Absicht war, das Informantennetz des Unternehmens zu enttarnen und darzustellen, dass Stratfor mit fragwürdigen oder illegalen Methoden arbeite, eine enge Beziehung zu Nachrichtendiensten habe und damit selbst ein privat arbeitender und unkontrollierter Geheimdienst sei. Die Beschaffung der Daten wird dem Kollektiv Anonymous zugeschrieben.
Ab Anfang Juli 2012 begann WikiLeaks E-Mails syrischer Politiker und weiterer Persönlichkeiten sowie von syrischen Ministerien und Unternehmen online zugänglich zu machen. Insgesamt ist die Veröffentlichung von zwei Millionen „Syria Files“ der Jahre 2006 bis 2012 geplant, die in einer öffentlich durchsuchbaren Datenbank gesammelt werden sollen. Dabei arbeitet WikiLeaks mit mehreren Medienpartnern, darunter dem deutschen NDR, zusammen, um die Nachrichten zu analysieren.
Ab Ende Oktober 2012 veröffentlichte WikiLeaks unter der Bezeichnung Detainee Policies Dokumente über die Behandlung von Gefangenen in US-amerikanischen Militärgefängnissen und Gefangenenlagern. Der erste der veröffentlichten Texte beschreibt auf 33 Seiten Standardvorgehensweisen, die 2002 für Gefangene des Camp Delta in den Gefangenenlagern der Guantanamo Bay Naval Base erlassen wurden. Weitere Dokumente enthalten unter anderem die Vorgaben für die Bekämpfung eines möglichen Gefangenenaufstandes im Militärgefängnis der Mannheimer Coleman Barracks Insgesamt sollen im Laufe eines Monats ca. 100 Dokumente veröffentlicht werden, die auch das Abu-Ghuraib-Gefängnis und Camp Bucca betreffen.
Im Mai 2014 veröffentlichte WikiLeaks 244 ältere Teilnehmerlisten und Protokolle der Bilderberg-Konferenzen.
Im Mai 2015 veröffentlichte WikiLeaks Protokolle aus zehn Monaten des laufenden NSA-Untersuchungsausschusses.
Seit Juni 2015 veröffentlicht WikiLeaks Geheimdokumente und Daten saudi-arabischer Botschaften.
Im Juli 2015 veröffentlichte WikiLeaks Geheimdokumente die belegten, dass auch Minister, Staatssekretäre und Spitzenbeamte abgehört wurden, und nicht nur Angela Merkel. Die Spähaffäre betrifft unter anderem die EZB, das Wirtschaftsministerium, das Bundesfinanzministerium, das Landwirtschaftsministerium und weitere. Insgesamt wurden 69 Telefonanschlüsse belauscht. Die Dokumente weisen einen Zeitraum von 2010 bis 2012 auf. Allerdings ist unklar, wann und wie lange diese Spähaktion stattfand. Man geht davon aus, dass die Spähaktion schon in den 1990er Jahren angefangen hat.
Im April 2016 gab WikiLeaks den Mitschnitt einer Telefonkonferenz des Internationalen Währungsfonds (IWF) frei. Deren Thematik waren Planspiele um die weitere Bewältigung der griechischen Staatsschuldenkrise und „die Verhandlungsstrategie des IWF und das Misstrauen seiner Mitglieder gegenüber den Zusagen der griechischen Regierung und denen der europäischen Kreditgeber.“
Im Juli 2016 begann WikiLeaks vier Tage nach dem Putschversuch in der Türkei auf einer Suchwebsite mit der Veröffentlichung von 294.548 E-Mails der türkischen Regierungspartei Adalet ve Kalkınma Partisi (AKP). Der Inhalt der Mails beziehe sich aber meist nicht auf Interna der Regierung, sondern auf „Beziehungen mit der Welt“.

## Konflikte, Zensurversuche und Gegenmaßnahmen

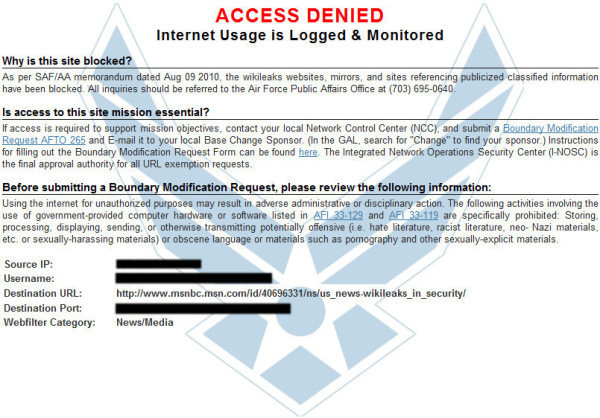
“Access Denied” – Zensur auf Computern der U.S. Air Force beim Surfen zu einer Nachrichtenmeldung über Wikileaks auf der Website von MSNBC, 2010

### Sperrung der deutschen WikiLeaks-Domain 2009
Im April 2009 wurde die seit 2006 von Theodor Reppe betriebene Domain wikileaks.de, die als Alternativadresse eine reine Weiterleitung auf die Domain wikileaks.org war, laut einer Presseerklärung auf WikiLeaks „ohne Vorwarnung durch die deutsche Registrierungsstelle DENIC gesperrt“; seitdem zeigte der A Resource Record auf eine IP-Adresse der DENIC. Es stellte sich jedoch heraus, dass der Provider dem Domaininhaber schon im Dezember 2008 gekündigt hatte und bis zum Ende der Kündigungsfrist kein neuer Provider benannt worden war. Wenig später war WikiLeaks dann auch unter der deutschen Top-Level-Domain über wikileaks.de wieder erreichbar.

### Sperrung der iranischen WikiLeaks-Domain 2009
Im Juli 2009 blockierte der Iran die meisten von WikiLeaks verwendeten Domainnamen, nachdem auf der Seite über einen angeblichen Unfall in der Nuklearanlage Natanz berichtet worden war.

### Interna des US-Geheimdienstes
Am 15. März 2010 wurde ein internes Dokument des US-Geheimdienstes CIA bei WikiLeaks veröffentlicht, in dem die CIA beschreibt, warum sie WikiLeaks als problematisch einschätzt, und Methoden erläutert, wie man gegen Whistleblower und WikiLeaks-Mitarbeiter vorgehen und somit WikiLeaks schwächen könne. Der Geheimdienst befürchtet laut dem Dokument einerseits, dass es auch in den eigenen Reihen Whistleblower und bei WikiLeaks weitere unveröffentlichte geheime Dokumente geben könne, andererseits aber auch, dass WikiLeaks verwendet werden könne, um falsche oder gefälschte Informationen zu streuen. Es wird empfohlen, Anstrengungen zu unternehmen, die Geheimniszuträger von WikiLeaks zu verfolgen und offenzulegen. Dadurch erhofft man sich, dass das Vertrauen der Whistleblower in WikiLeaks stark geschwächt wird und die Unterstützergemeinschaft zusammenbricht.

### DDoS-Attacken auf WikiLeaks
WikiLeaks war am 28. November 2010 nach eigenen Angaben Opfer eines Distributed-Denial-of-Service-Angriffs. Er erfolgte wenige Stunden vor der angekündigten Veröffentlichung geheimer Dokumente des US-amerikanischen Außenministeriums. Als Antwort auf die andauernden DDoS-Angriffe auf WikiLeaks und seine Spiegelserver begannen Internetaktivisten von Anonymous ihrerseits die Operation Payback mit DDoS-Angriffen auf Unternehmen, die sich gegen WikiLeaks stellen. WikiLeaks distanzierte sich von den Angriffen und bestritt Kontakt mit den Tätern, behauptete aber, dass die Aktion die öffentliche Meinung widerspiegele. Auch im August 2011 wurde WikiLeaks im Gefolge der nun forcierten Veröffentlichung US-amerikanischer Botschaftsdepeschen mit einer Denial-of-Service-Attacke angegriffen. Ein Jahr später kam es zu weiteren derartigen Angriffen, zu denen sich eine bis dahin unbekannte Gruppe namens „Antileaks“ bekannte. Sie erfolgten in direktem zeitlichem Zusammenhang zu der Veröffentlichung von Unterlagen über das US-amerikanische Überwachungssystem TrapWire.
Nach der Ankündigung, E-Mails aus den Kreisen der türkischen Regierungspartei AKP zu veröffentlichen, erfolgten kurze Zeit später umfangreiche DDoS-Angriffe auf die Infrastruktur von WikiLeaks. Die Quelle der Angriffe ist unbekannt. WikiLeaks selbst vermutet die Angreifer aufgrund des zeitlichen Zusammenhangs in der türkischen Regierung oder bei ihr nahestehenden Stellen.

### Sperrung der Amazon-Server
Für die Veröffentlichung einer großen Zahl von Dokumenten im November 2010 wich WikiLeaks nach den vorangegangenen DDoS-Attacken auf Server des Amazon Web Services aus. Diese Server wurden jedoch bereits nach wenigen Tagen für WikiLeaks gesperrt. Nach mehreren übereinstimmenden Medienberichten geschah dies auf öffentlichen Druck seitens des US-amerikanischen Senators Joe Lieberman, was von Amazon aber bestritten wurde. Der Grund der Sperrung sei vielmehr gewesen, dass WikiLeaks gegen die Geschäftsbestimmungen von Amazon verstoßen habe. So sähen die Geschäftsbedingungen von Amazons Web-Dienstleistungen vor, dass der Kunde die Rechte an den Inhalten halte und deren Einsatz niemandem Schaden zufüge. Es sei klar, dass WikiLeaks nicht über die Rechte an den vertraulichen Dokumenten verfüge, und bei der großen Zahl von 250.000 Dokumenten sei nicht gesichert, dass durch deren Veröffentlichung nicht Unschuldige wie etwa Menschenrechtler in Gefahr gerieten, argumentierte Amazon.
Als Reaktion auf die Sperrung erklärten zahlreiche Internet-Aktivisten und Mitglieder kriegskritischer Organisationen,
wie zum Beispiel Daniel Ellsberg, ein bedeutender Whistleblower des Vietnamkriegs, spontan den Boykott und die Kündigung von Geschäftsbeziehungen zu Amazon.

### Sperrung der Domain wikileaks.org
Am 3. Dezember 2010 entzog der kostenlose US-Dienstleister everydns.net WikiLeaks die Domain wikileaks.org und begründete diese Maßnahme mit „anhaltenden DDoS-Angriffen“ auf ihre Server, welche die Stabilität ihres Dienstes für andere Nutzer gefährden würde. Vorübergehend war nur noch ein Zugriff über die Adresse http://46.59.1.2/ möglich. Am selben Tag teilte WikiLeaks über Twitter mit, dass es über die Schweizer Domain wikileaks.ch erreichbar sei. Registriert hatte diese Domain die Piratenpartei Schweiz. Diese Verlinkung auf die Schweizer Website wikileaks.ch war rund zwei Stunden am Abend des 3. Dezembers 2010 ebenfalls nicht mehr über DNS-Auflösung erreichbar. Danach wurden mehrere Nameserver als Ersatz zur Verfügung gestellt. Die Internetadressen „wikileaks.de“ und „wikileaks.at“ sowie „wikileaks.eu“ waren weiterhin erreichbar; dies galt ab Ende Mai 2011 auch wieder für „wikileaks.org“.

### Deaktivierung von Spendenmöglichkeiten
Am 4. Dezember 2010 schaltete der zu eBay gehörende Internet-Bezahldienst PayPal das Konto der Wau Holland Stiftung ab, über das WikiLeaks einen Teil seiner Spenden abwickelte, mit der Begründung, die allgemeinen Geschäftsbedingungen legten fest, dass PayPal nicht für die Ermutigung, Unterstützung, Vereinfachung, Förderung oder Anleitung Dritter zum illegalen Handeln genutzt werden dürfe.
Am 6. Dezember 2010 gab ein Sprecher des US-Kreditkartenunternehmens Mastercard bekannt, dass der Zahlungsverkehr mit WikiLeaks eingestellt wurde. Grund sei die Regel, wonach Kunden gesperrt würden, die „illegale Handlungen direkt oder indirekt unterstützen oder erleichtern“.
Ebenfalls am 6. Dezember 2010 sperrte die Schweizer Postfinance das Konto des WikiLeaks-Mitarbeiters Julian Assange. Assange habe bei der Kontoeröffnung als Domizil Genf angegeben. Da sich dies laut Postfinance als Unwahrheit herausstellte, wurde das Konto geschlossen. Assange habe kein Domizil in der Schweiz, was für ausländische Kunden außerhalb der angrenzenden Länder zur Schweiz eine Voraussetzung für eine Geschäftsbeziehung sei. Zudem wies Postfinance auf eine vom Ständerat am 30. November 2010 in das Postgesetz aufgenommene Bestimmung hin, die es ihr ermögliche, Geschäftsbeziehungen aufzuheben, die dem öffentlichen und dem sittlichen Empfinden zuwiderliefen. Zu diesem Zeitpunkt jedoch hatte der Nationalrat diese neue Gesetzgebung noch nicht verabschiedet, sie war daher noch nicht rechtskräftig und der Verweis seitens Postfinance auf diese neue Gesetzesbestimmung irrelevant und überflüssig.
Am 7. Dezember 2010 teilte Visa mit, dass über ihre Einrichtungen nun ebenfalls keine Spenden mehr an WikiLeaks entrichtet werden können.
Mitte Dezember gab die Bank of America bekannt, jegliche Transferaufträge von und zu WikiLeaks-Konten einzustellen. Journalisten deuteten diesen Schritt als eine Reaktion auf die Ankündigung von Julian Assange im Wirtschaftsmagazin Forbes, Dokumente einer „amerikanischen Großbank“ zu veröffentlichen. WikiLeaks seinerseits rief seine Sympathisanten über Twitter dazu auf, nicht mehr mit der Bank of America zusammenzuarbeiten, Konten zu schließen und ihr Geld an „sichereren“ Orten anzulegen. Der Konflikt weitete sich aus: Die Bank of America kaufte vorsorglich Domains auf, deren Verwendung ihr Führungspersonal beleidigen würde und brachte sich dadurch ins Gespräch. Über Twitter kündigten Aktivisten der Operation Payback bereits Stunden vor dem tatsächlichen Eintreten am 27. Dezember 2010 eine DDoS-Attacke auf die Webseite der Bank an. Die Hauptseite der Bank war an diesem Tag nur noch unregelmäßig erreichbar. Im Januar 2011 wurde bekannt, dass die Bank of America ein spezielles Team gebildet hatte, um nach möglichen Informationslecks zu suchen und auf eine Veröffentlichung interner Dokumente vorbereitet zu sein. Dies geschah, wiederum durch Aktivisten von Anonymous, dann zwei Monate später.
Wenige Tage nach dem Vorgehen der Bank of America gegen WikiLeaks entfernte Apple eine App aus seinem App Store, die es ermöglichte, die WikiLeaks-Inhalte einzusehen und mit einem Teil des Kaufpreises eine Spende von einem US-Dollar an WikiLeaks zu entrichten. Die App selber war keine offizielle App von WikiLeaks, sondern wurde durch einen privaten Entwickler hergestellt. Zunächst hieß es, dies widerspreche einer Grundregel von Apple, wonach Apps, die zum Spendensammeln gedacht seien, kostenlos sein müssten. Dann erklärte Apple, man habe die App wegen Verstoßes gegen die Entwickler-Richtlinien aus dem Apple-Store genommen. Apps müssen allen lokalen Gesetzen entsprechen und dürfen Individuen oder Zielgruppen nicht gefährden. Über den Browser des Gerätes sind die Inhalte von WikiLeaks weiterhin verfügbar.
Trotz dieser Erschwernisse verbleiben noch Möglichkeiten, Spenden an WikiLeaks zu überweisen.
Die Sperrung von Unterstützungsmöglichkeiten durch Zahlungsdienstleister ohne gesetzliche Grundlage in Verbindung mit den Auswirkungen der Finanzkrise, welche die öffentlichen Haushalte oft stark belastete, führte dazu, dass alternative Zahlungssysteme verstärkt Aufmerksamkeit bekamen. Insbesondere Bitcoin, ein Open-Source-Projekt, welches durch ein Peer-to-Peer System eine dezentrale elektronische Währung implementiert, wurde als mögliche Antwort auf solche Einflussnahmen angesehen. Da die Sperre anhielt, ohne dass es selbst nach Auffassung von Timothy F. Geithner eine rechtliche Grundlage dafür gibt, rief WikiLeaks dazu auf, Bitcoin zur Übermittlung von Spenden zu nutzen und erklärte im Oktober 2011, aufgrund seiner schlechten wirtschaftlichen Situation zunächst keine weiteren Veröffentlichungen herauszugeben, sondern sich stattdessen auf eine erneute Spendenkampagne zu konzentrieren. Gegen die finanzielle Blockade durch VISA, Mastercard, die Bank of America, PayPal und Western Union werde juristisch vorgegangen. Eine Einstellung der Arbeit von WikiLeaks sei möglich.

### Versuch der US-Regierung, personenbezogene Daten von Twitter zu erhalten
Im Januar 2011 wurde bekannt, dass im vorangegangenen Dezember eine Bundesrichterin der USA eine geheime, strafbewehrte Auskunftsanordnung (Subpoena) an Twitter geschickt hatte, Daten über Benutzerkonten, die WikiLeaks zugeordnet werden, an das US-Justizministerium auszuhändigen. Angefordert wurden alle verfügbaren Daten über Personen, deren Aktivitäten auf Twitter sowie Netzwerkinformationen, wie etwa IP-Adressen, die in diesem Zusammenhang anfielen. Twitter, ein US-amerikanisches Unternehmen, musste dies zunächst geheim halten. Erst nach einer weiteren Gerichtsentscheidung konnte Twitter die Benutzer informieren. Ihnen blieb Zeit bis zum 17. Januar, mit Rechtsmitteln gegen das Auskunftsersuchen vorzugehen, was sie mit Hilfe der US-amerikanischen Bürgerrechtsorganisationen Electronic Frontier Foundation und American Civil Liberties Union auch taten. Konkret betroffen waren Julian Assange, Rop Gonggrijp, Jacob Appelbaum und die isländische Parlamentsabgeordnete Birgitta Jónsdóttir. Sie kündigte an, einen Anwalt und den Justizminister ihres Landes hinzuzuziehen. Die Minister Ögmundur Jónasson und Össur Skarphéðinsson sprachen sich deutlich gegen die US-amerikanische Handlungsweise aus. Letzterer bestellte den US-amerikanischen Botschafter ein, um formellen Protest gegen das Vorgehen der USA einzulegen. Am 11. März entschied ein US-Bundesgericht, Twitter müsse die strittigen Daten herausgeben. Die Betroffenen gingen in Berufung und bis zum Oktober 2011 legte Twitter diese Daten nicht offen. Im November entschied ein Bundesbezirksgericht in Virginia jedoch, dass Twitter die Daten von Gonggrjip, Appelbaum und Jónsdóttir herausgeben müsse. Die Betroffenen wandten sich an das Bundesberufungsgericht, um die Entscheidung überprüfen zu lassen. Jónsdóttir kündigte außerdem an, mit Hilfe des Europarates gegen das Urteil vorzugehen. Die Interparlamentarische Union hatte im Monat vorher eine Resolution beschlossen, die das Vorhaben des US-Justizministeriums verurteilt.
Auch der Internetprovider Sonic.net Inc. und Google Inc. sollten Auskunft über personenbezogene Daten Jacob Appelbaums erteilen. Sonic.net musste in der Auseinandersetzung nachgeben; beide Unternehmen gingen vor Gericht, um Öffentlichkeit für das Ersuchen der Regierung zu erzwingen.